# Convolvulus compactus
Convolvulus compactus är en vindeväxtart som beskrevs av Pierre Edmond Boissier. Convolvulus compactus ingår i släktet vindor, och familjen vindeväxter. Inga underarter finns listade i Catalogue of Life.

## Bildgalleri

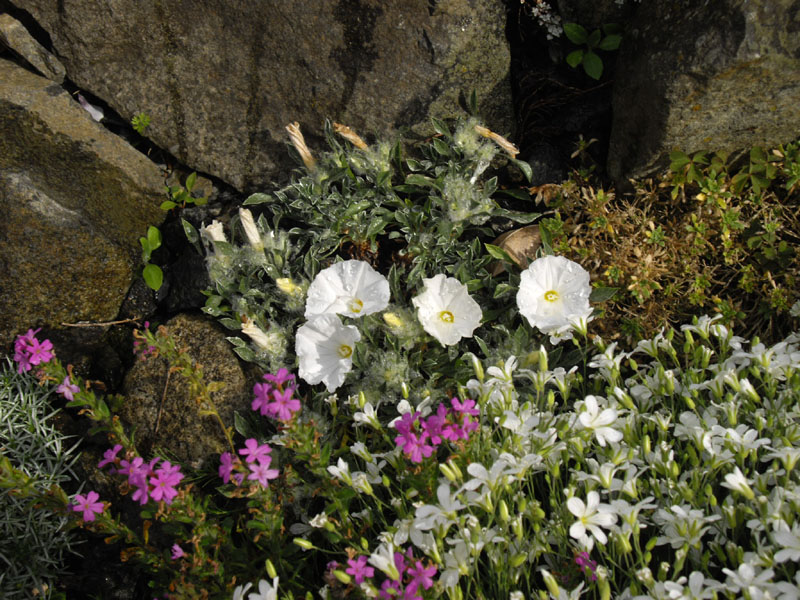
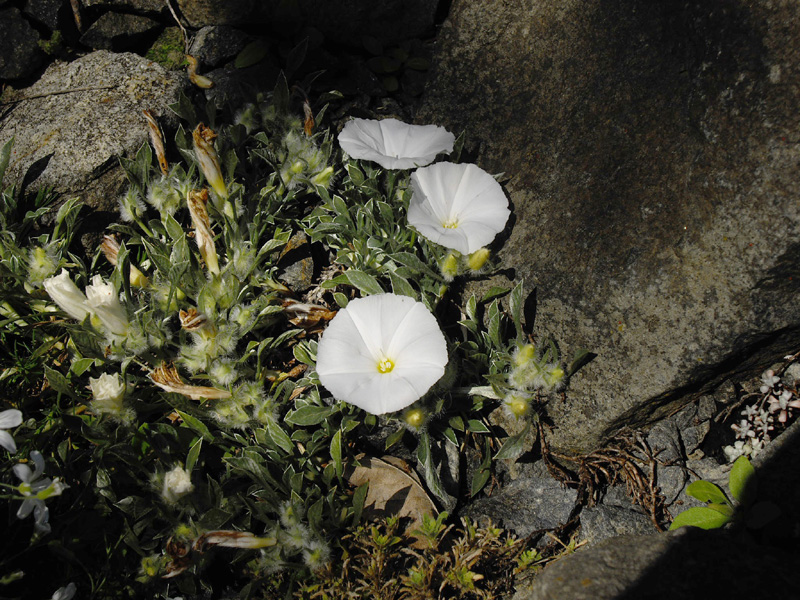
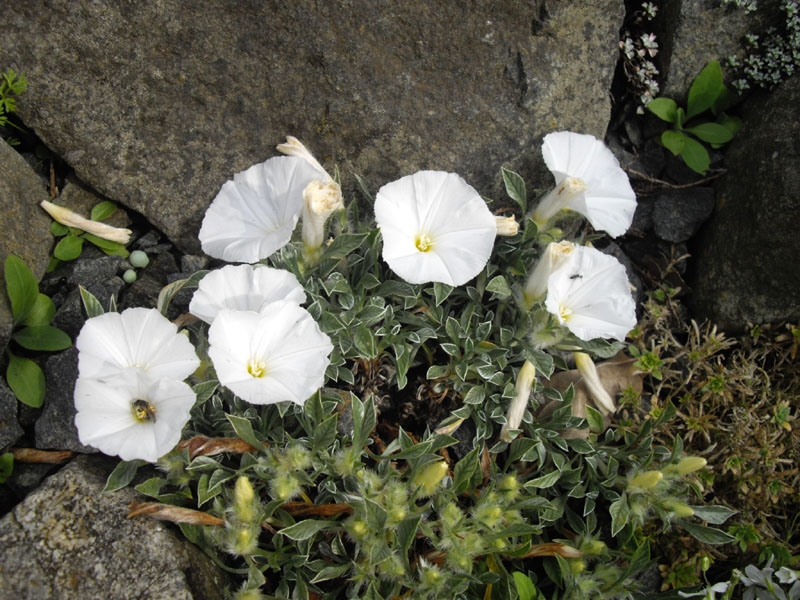
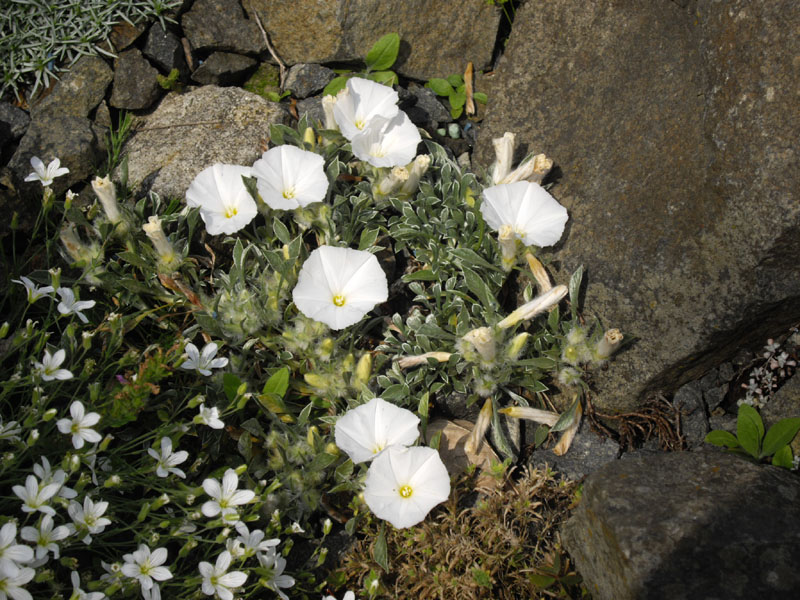
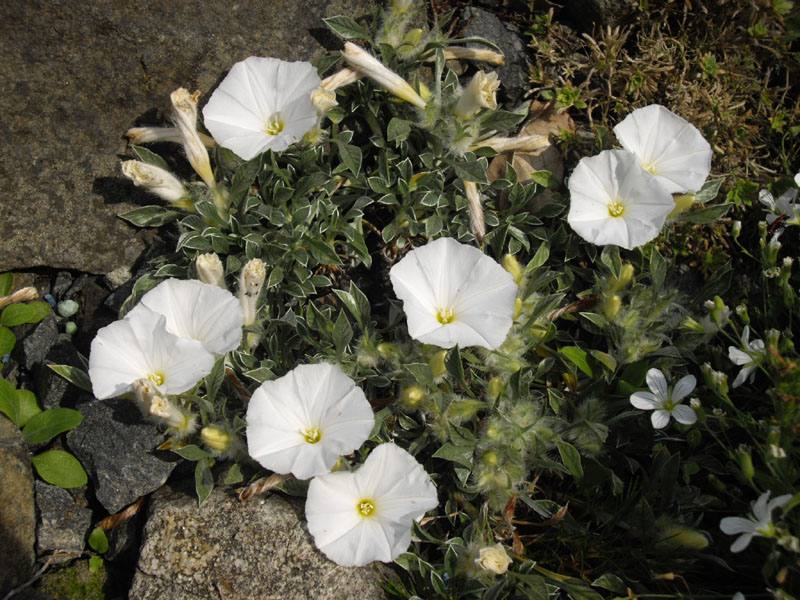